# Alchemilla elata
Alchemilla elata é uma espécie de rosácea do gênero Alchemilla, pertencente à família Rosaceae.